# Brigdamme
Brigdamme (Zeeuws: Perdamme) is een buurtschap in de gemeente Middelburg, in de Nederlandse provincie Zeeland. De buurtschap ligt aan de Noordweg, die van Middelburg naar Serooskerke loopt, en ligt tussen Middelburg en Sint Laurens ingeklemd. Brigdamme bestaat uit zogenaamde lintbebouwing.
Brigdamme was in de middeleeuwen een zelfstandige parochie. In 1205 wordt de plaats voor het eerst vermeld. Het verval kwam in 1562, toen de kerk afbrandde en niet meer werd opgebouwd. Brigdamme was een eigen heerlijkheid en gemeente tot 1816. Van 1816-1966 behoorde Brigdamme tot de gemeente Sint Laurens, die op 1 juli van dat jaar opgeheven en aan Middelburg toegevoegd werd.
De resten van de kerk zijn in de Tweede Wereldoorlog verwijderd; op de plaats van het oude kerkhof staat nu een peuterspeelzaal.

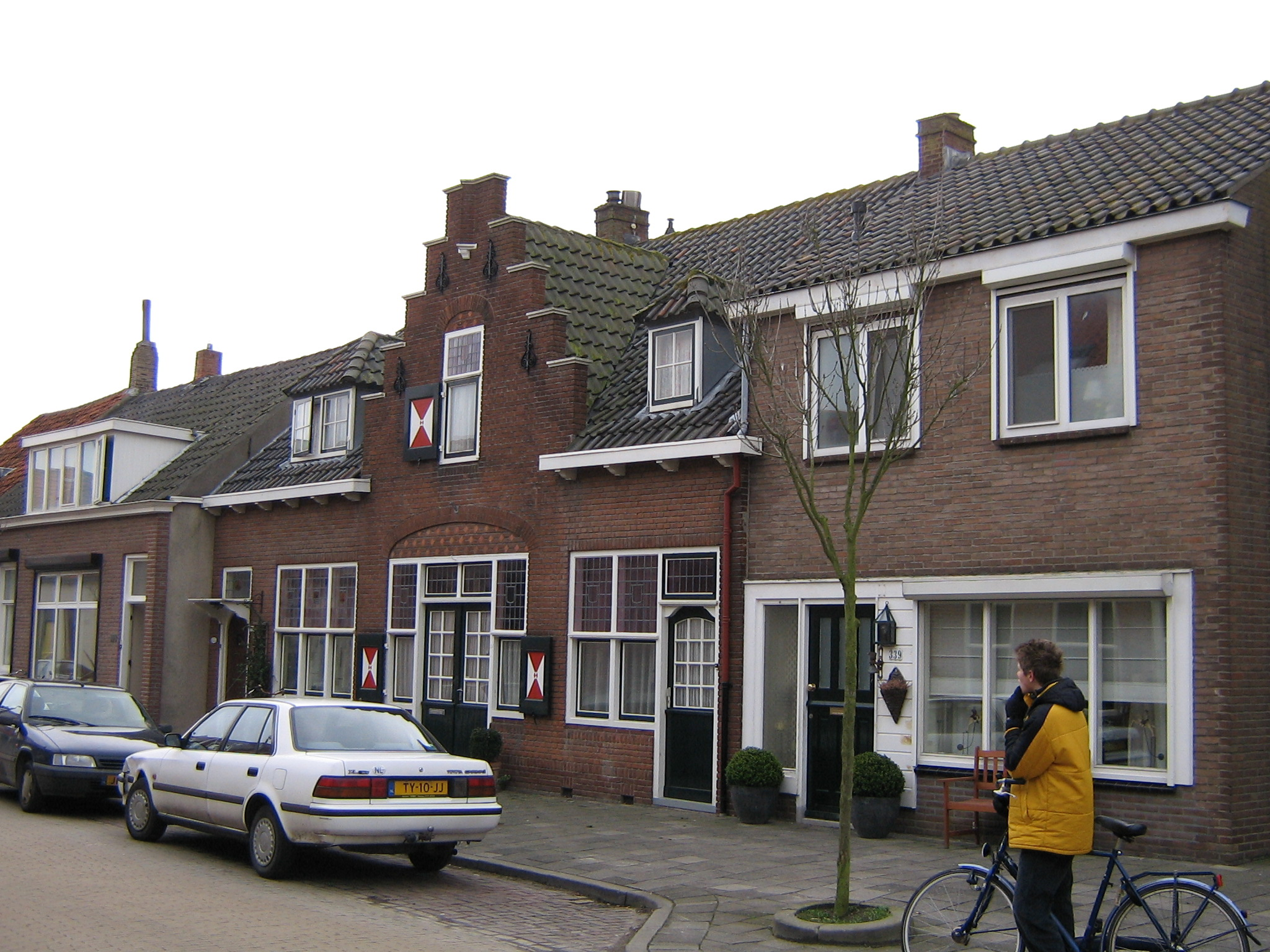
Huis met neo-renaissancistische trapgevel